# Quercus humboldtii
Quercus humboldtii Bonpl., conosciuta col nome comune di quercia andina, quercia colombiana, è un albero della famiglia Fagaceae rinvenibile esclusivamente in Colombia e a Panama.
L'epiteto specifico è un omaggio ad Alexander von Humboldt. Cresce sui monti ad un'altitudine compresa tra i 1.000 ed i 3.200 m. Può essere rinvenuta in tutte e tre le principali vette andine della Colombia e in alcune pianure delle regioni inter-andine.

## Descrizione
Quercus humboldtii è un albero sempreverde che cresce fino a raggiungere un'altezza di 25 metri ed un diametro del tronco di 1 metro, con radici aeree che raggiungono il metro. La corteccia ha sfumature grigio-rossastre o grigie ed è riccamente frastagliata, presentando strutture quadrangolari e scagliose. Le foglie sono semplici, alternate e lanceolate, lunghe tra i 10 ed i 20 cm, raggruppate nella parte terminale dei rami. I fiori sono piccoli, gialli e dioici, presentano un'inflorescenza a racemo. I fiori maschili sono numerosi, mentre i fiori femminili dal lungo stiletto sono raggruppati in una cupola. Il frutto è marrone chiaro, composto da una capsula ovoidale (detta ghianda) con un pericarpo legnoso, dal diametro di 20–25 mm ed una lunghezza compresa tra i 50 ed i 70 mm, il quale è incastonato in una cupola legnosa. Si sviluppa un solo frutto per cupola, e l'interno del pericarpo della ghianda presenta un aspetto vellutato.
Quest'albero cresce sulle vette andine dove la temperatura annua media si aggira tra i 16-24 °C, e le precipitazioni di pioggia media sono di 1500–2500 mm. Si può rinvenire in suoli fertili e profondi così come in suoli poveri, benché preferisca comunque suoli freschi con uno spesso strato di humus superficialmente. Le sue ghiande rappresentano un'importante risorsa alimentare per la fauna selvatica: due specie di pappagallo - il pappagallo facciaruggine e il pappagallo alindaco- sono endemiche degli ambienti montani minacciati delle Ande Colombiane e dipendono fortemente dalla presenza di foreste di Quercia andina per la loro sopravvivenza.